# Tom Preston-Werner

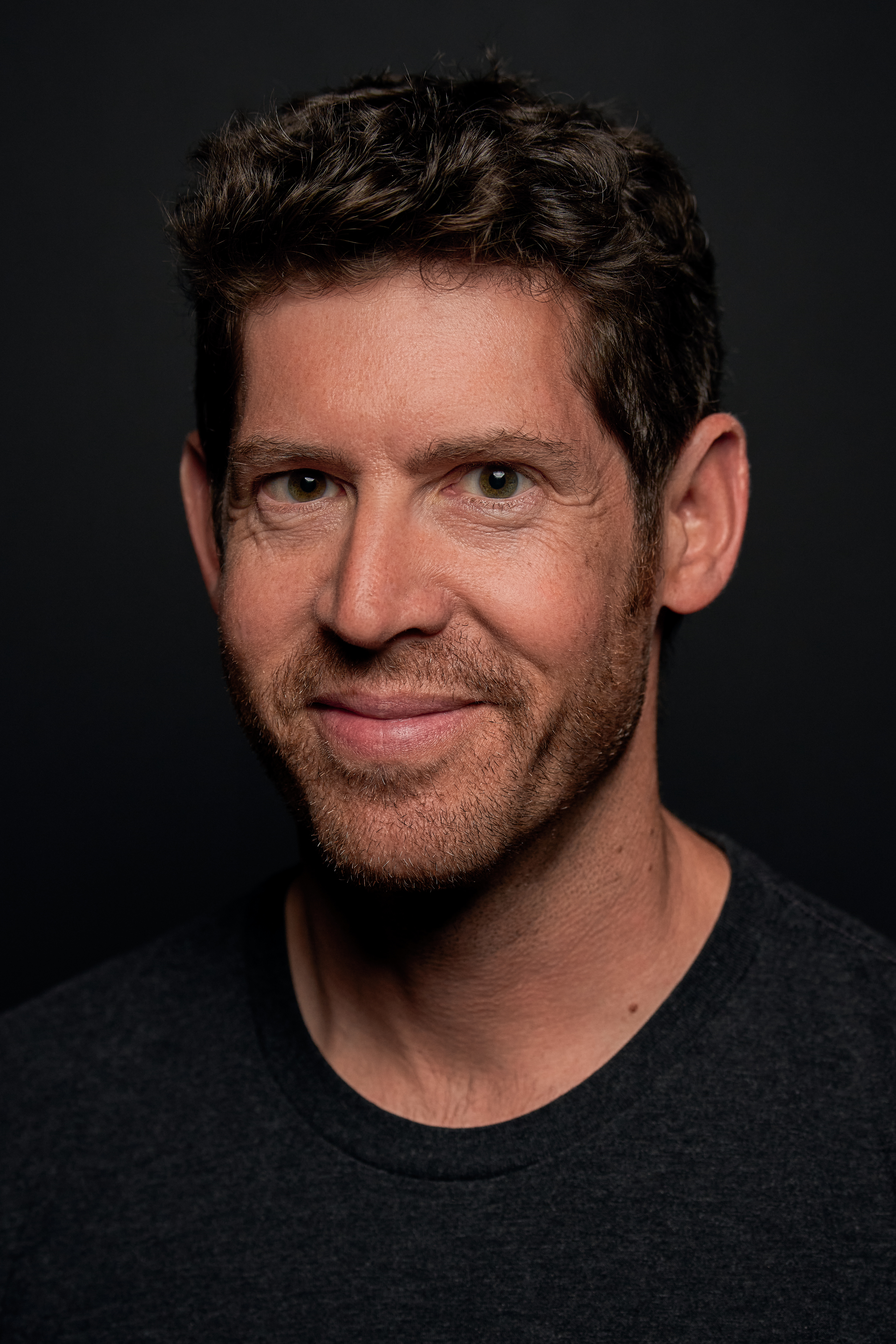
Tom Preston-Werner, 2024

Thomas Preston-Werner (geboren am 27. Mai 1979) ist ein US-amerikanischer Milliardär, Softwareentwickler und Unternehmer. Er ist ein aktiver Mitwirkender in der Community für freie und Open-Source-Software (FLOSS), vor allem in der San Francisco Bay Area, wo er lebt.
Er ist vor allem als Gründer und ehemaliger Geschäftsführer von GitHub bekannt, einem webbasierten Hosting-Dienst für Git-Repositorys, den er 2008 zusammen mit Chris Wanstrath und P. J. Hyett gründete.
In einem Artikel, der 2010 von Hacker Monthly veröffentlicht wurde, schrieb Preston-Werner über seine Leidenschaft, dafür zu sorgen, dass Entwickler den von ihnen geschriebenen Code dokumentieren, damit andere leicht verstehen können, wie er funktioniert.
Im Jahr 2004 gründete Preston-Werner Gravatar, einen Dienst zur Bereitstellung weltweit einzigartiger Avatare, die den Nutzern von Website zu Website folgen. Preston-Werner verkaufte das Unternehmen im Jahr 2007 an Automattic. Im Jahr 2005 zog er nach San Francisco, um bei Powerset zu arbeiten, einer Suchmaschine für natürliche Sprache. Powerset wurde von Microsoft übernommen. Preston-Werner lehnte einen Bonus von 300.000 US-Dollar und Aktienoptionen von Microsoft ab, um sich auf GitHub konzentrieren zu können.
Nach seinem Rücktritt von GitHub im Jahr 2014 verkaufte er seine Anteile an dem Unternehmen an Microsoft. Zusammen mit einem Team ehemaliger GitHub-Mitbegründer und -Führungskräfte gründete Preston-Werner Chatterbug, eine Software für das Erlernen von Sprachen. Im Jahr 2018 gab Chatterbug-Mitgründer Scott Chacon eine Serie-A-Finanzierungsrunde in Höhe von 8 Millionen US-Dollar für das Unternehmen bekannt, die von ihm und Preston-Werner gemeinsam finanziert wurde. Preston-Werner, der selbst ein Hacker ist, hat AMA-ähnliche Veranstaltungen für studentische Hacker veranstaltet, z. B. für den Hack Club, den Def Hacks Virtual 2020-Hackathon und Dubhacks 2020.

## Privatleben
Preston-Werner lebt mit seiner Frau Theresa und seinen Söhnen in San Francisco.
Seine Frau ist eine ehemalige Doktorandin der Kulturanthropologie, die für ihr Mitwirken an historischen Forschungen und sozialen Themen bekannt ist.